# Сантьяго Ловель
Сантьяго Альберто Ловель (ісп. Santiago Alberto Lovell нар. 23 квітня 1912 — 17 березня 1966) — аргентинський боксер, олімпійський чемпіон 1932 року. 

## Аматорська кар'єра
Олімпійські ігри 1932
- 1/4 фіналу. Переміг Гунара Бьорлунда (Фінляндія)
- 1/2 фіналу. Переміг Джорджа Маугана (Канада)
- Фінал. Переміг Луїджі Роваті (Італія)